# World Games 2017/Teilnehmer (Iran)
| Gelbes Symbol für Goldmedaillen mit stilisierten Olympischen Ringen | Graues Symbol für Silbermedaillen mit stilisierten Olympischen Ringen | Braundes Symbol für Bronzemedaillen mit stilisierten Olympischen Ringen |
| ------------------------------------------------------------------- | --------------------------------------------------------------------- | ----------------------------------------------------------------------- |
| 2                                                                   | 8                                                                     | 1                                                                       |

Die Islamische Republik Iran nahm in Breslau an den World Games 2017 teil. Die iranische Delegation bestand aus 19 Athleten.

## Medaillengewinner

### Gold
| Name                      | Sportart      | Wettkampf     |
| ------------------------- | ------------- | ------------- |
| Zabiollah Poorshab        | Karate        | Kumite 84 kg  |
| Reza Alipourshenazandifar | Sportklettern | Speedklettern |

### Silber
| Name                 | Sportart          | Wettkampf      |
| -------------------- | ----------------- | -------------- |
| Mohsen Hamid Aghchay | Jiu Jitsu         | 94 kg Fighting |
| Esmaeil Ebadi        | Feldbogenschießen | Compoundbogen  |
| Hamideh Abbasali     | Karate            | Kumite +68 kg  |
| Amir Mehdizadeh      | Karate            | Kumite 60 kg   |
| Aliasghar Asiabari   | Karate            | Kumite 75 kg   |
| Sajad Ganjzadeh      | Karate            | Kumite +84 kg  |
| Ali Zarinfar         | Muay Thai         | 63,5 kg        |
| Masoud Minaei        | Muay Thai         | 71 kg          |

### Bronze
| Name          | Sportart  | Wettkampf |
| ------------- | --------- | --------- |
| Omid Nosrati  | Kickboxen | K1 86 kg  |
| Soheil Vahedi | Billard   | Snooker   |

## Teilnehmer nach Sportarten

### Billard
| Athleten      | Wettbewerb | Achtelfinale    | Achtelfinale | Viertelfinale         | Viertelfinale | Halbfinale   | Halbfinale | Finale / Platz 3 | Finale / Platz 3 | Rang   |
| Athleten      | Wettbewerb | Gegner          | Ergebnis     | Gegner                | Ergebnis      | Gegner       | Ergebnis   | Gegner           | Ergebnis         | Rang   |
| ------------- | ---------- | --------------- | ------------ | --------------------- | ------------- | ------------ | ---------- | ---------------- | ---------------- | ------ |
| Mixed         |            |                 |              |                       |               |              |            |                  |                  |        |
| Soheil Vahedi | Snooker    | Peter Francisco | 3:1          | Alexander Ursenbacher | 3:1           | Kyren Wilson | 0:3        | Platz 3: Xu Si   | 3:2              | Bronze |

### Feldbogenschießen
| Athleten                      | Wettbewerb          | Qualifikation | Qualifikation | Sechzehntelfinale | Sechzehntelfinale | Achtelfinale      | Achtelfinale  | Viertelfinale                        | Viertelfinale | Halbfinale    | Halbfinale    | Finale         | Finale        | Rang          |
| Athleten                      | Wettbewerb          | Ringe         | Rang          | Gegner            | Ergebnis          | Gegner            | Ergebnis      | Gegner                               | Ergebnis      | Gegner        | Ergebnis      | Gegner         | Ergebnis      | Rang          |
| ----------------------------- | ------------------- | ------------- | ------------- | ----------------- | ----------------- | ----------------- | ------------- | ------------------------------------ | ------------- | ------------- | ------------- | -------------- | ------------- | ------------- |
| Frauen                        |                     |               |               |                   |                   |                   |               |                                      |               |               |               |                |               |               |
| Parisa Baratchi               | Compoundbogen       | 683           | 20            | Stephanie Salinas | 140:145           | ausgeschieden     | ausgeschieden | ausgeschieden                        | ausgeschieden | ausgeschieden | ausgeschieden | ausgeschieden  | ausgeschieden | ausgeschieden |
| Männer                        |                     |               |               |                   |                   |                   |               |                                      |               |               |               |                |               |               |
| Esmaeil Ebadi                 | Compoundbogen       | 706           | 7             | –                 | –                 | Roberto Hernández | 150:148       | Mike Schloesser                      | 147:146       | Domagoj Buden | 143:143       | Stephan Hansen | 142:146       | Silber        |
| Mixed                         |                     |               |               |                   |                   |                   |               |                                      |               |               |               |                |               |               |
| Parisa Baratchi Esmaeil Ebadi | Compound Mannschaft | –             | –             | –                 | –                 | –                 | –             | Camilo Cardona Montanez / Sara Lopez | 151:156       | ausgeschieden | ausgeschieden | ausgeschieden  | ausgeschieden | ausgeschieden |

### Jiu Jitsu
| Athleten             | Wettbewerb     | Vorrunde                     | Vorrunde | Vorrunde        | Vorrunde | Halbfinale           | Halbfinale    | Finale / Platz 3 | Finale / Platz 3 | Rang          |
| Athleten             | Wettbewerb     | Gegner                       | Ergebnis | Gegner          | Ergebnis | Gegner               | Ergebnis      | Gegner           | Ergebnis         | Rang          |
| -------------------- | -------------- | ---------------------------- | -------- | --------------- | -------- | -------------------- | ------------- | ---------------- | ---------------- | ------------- |
| Frauen               |                |                              |          |                 |          |                      |               |                  |                  |               |
| Mohsen Hamid Aghchay | 94 kg Fighting | Tim Weidenbecher             | 13:12    | Tomasz Szewczak | 8:15     | Mathias Brix Willard | 9:8           | Tomasz Szewczak  | 0:14             | Silber        |
| Mohsen Hamid Aghchay | 94 kg Ne-Waza  | Vereinigte Arabische Emirate |          | Kristof Szucs   | 0:100    | ausgeschieden        | ausgeschieden | ausgeschieden    | ausgeschieden    | ausgeschieden |

### Karate
| Athleten           | Wettbewerb    | Vorrunde             | Vorrunde | Vorrunde           | Vorrunde | Vorrunde          | Vorrunde | Halbfinale          | Halbfinale | Finale / Platz 3   | Finale / Platz 3 | Rang   |
| Athleten           | Wettbewerb    | Gegner               | Ergebnis | Gegner             | Ergebnis | Gegner            | Ergebnis | Gegner              | Ergebnis   | Gegner             | Ergebnis         | Rang   |
| ------------------ | ------------- | -------------------- | -------- | ------------------ | -------- | ----------------- | -------- | ------------------- | ---------- | ------------------ | ---------------- | ------ |
| Frauen             |               |                      |          |                    |          |                   |          |                     |            |                    |                  |        |
| Hamideh Abbasali   | Kumite +68 kg | Dominika Tatárová    | 2:       | Isabela Rodrigues  | 4:0      | –                 | –        | Anne Florentin      | 5:1        | Ayumi Uekusa       | 0:0              | Silber |
| Männer             |               |                      |          |                    |          |                   |          |                     |            |                    |                  |        |
| Amir Mehdizadeh    | Kumite 60 kg  | Douglas Santos Brose | 1:1      | Sofiane Agoudjil   | 3:1      | Maciej Drazweski  | 5:0      | Matias Gomez Garcia | 7:0        | Firdosi Farzaliyev | 2:4              | Silber |
| Aliasghar Asiabari | Kumite 75 kg  | Joji Veremalua       | 7:0      | Hernanit Verissimo | 3:0      | Omar Abdel Rahman | 2:0      | Thomas Scott        | 9:0        | Stanislav Horuna   | 2:4              | Silber |
| Zabiollah Poorshab | Kumite 84 kg  | Gogita Arkania       | 3:0      | Ugur Aktas         | 1:0      | Kévyn Pognon      | 2:0      | Kamil Warda         | 7:0        | Ryutaro Araga      | 2:1              | Gold   |
| Sajad Ganjzadeh    | Kumite +84 kg | Hideyoshi Kagawa     | 4:4      | Rodrigo Rojas      | 4:3      | Jonathan Horne    | 8:0      | Achraf Ouchen       | 3:2        | Hideyoshi Kagawa   | 5:6              | Silber |

### Kickboxen
| Athleten                        | Wettbewerb | Viertelfinale        | Viertelfinale | Halbfinale      | Halbfinale    | Finale / Platz 3        | Finale / Platz 3 | Rang          |
| Athleten                        | Wettbewerb | Gegner               | Ergebnis      | Gegner          | Ergebnis      | Gegner                  | Ergebnis         | Rang          |
| ------------------------------- | ---------- | -------------------- | ------------- | --------------- | ------------- | ----------------------- | ---------------- | ------------- |
| Frauen                          |            |                      |               |                 |               |                         |                  |               |
| Fatemeh Alizadehsharafshadeh    | K1 56 kg   | Seda Aygün           | 0:3           | ausgeschieden   | ausgeschieden | ausgeschieden           | ausgeschieden    | ausgeschieden |
| Männer                          |            |                      |               |                 |               |                         |                  |               |
| Iraj Moradi                     | K1 63,5 kg | Aleksandar Konovalov | 0:3           | ausgeschieden   | ausgeschieden | ausgeschieden           | ausgeschieden    | ausgeschieden |
| Hamid Amni                      | K1 67 kg   | Yurii Peretiatko     | 0:3           | ausgeschieden   | ausgeschieden | ausgeschieden           | ausgeschieden    | ausgeschieden |
| Seyed Khoshkalam Soleimandarabi | K1 75 kg   | Datsi Datsiev        | 0:3           | ausgeschieden   | ausgeschieden | ausgeschieden           | ausgeschieden    | ausgeschieden |
| Ali Khanjari                    | K1 81 kg   | Arkadiusz Kaszuba    | 0:3           | ausgeschieden   | ausgeschieden | ausgeschieden           | ausgeschieden    | ausgeschieden |
| Omid Nosrati                    | K1 86 kg   | Adrian Gologan       | 3:0           | Mesud Selimović | 3:0           | Platz 3: Roman Piatnica | 3:0              | Bronze        |

### Muay Thai
| Athleten      | Wettbewerb | Viertelfinale  | Viertelfinale | Halbfinale        | Halbfinale    | Finale             | Finale        | Rang          |
| Athleten      | Wettbewerb | Gegner         | Ergebnis      | Gegner            | Ergebnis      | Gegner             | Ergebnis      | Rang          |
| ------------- | ---------- | -------------- | ------------- | ----------------- | ------------- | ------------------ | ------------- | ------------- |
| Männer        |            |                |               |                   |               |                    |               |               |
| Ali Zarinfar  | 63,5 kg    | Võ Văn Đài     | 30:27         | Oskar Siegert     | 30:27         | Igor Liubchenko    | 27:30         | Silber        |
| Masoud Minaei | 71 kg      | Jakub Rajewski | 10:9          | Pavel Dzialendzik | 30:27         | Suppachai Muensang | 27:30         | Silber        |
| Ayoob Saki    | 81 kg      | Mikita Shostak | 27:30         | ausgeschieden     | ausgeschieden | ausgeschieden      | ausgeschieden | ausgeschieden |

### Sportklettern
| Athleten                  | Wettbewerb    | Qualifikation | Qualifikation | Viertelfinale    | Viertelfinale | Halbfinale      | Halbfinale | Finale          | Finale    | Rang |
| Athleten                  | Wettbewerb    | Ergebnis      | Rang          | Gegner           | Ergebnis      | Gegner          | Ergebnis   | Gegner          | Ergebnis  | Rang |
| ------------------------- | ------------- | ------------- | ------------- | ---------------- | ------------- | --------------- | ---------- | --------------- | --------- | ---- |
| Männer                    |               |               |               |                  |               |                 |            |                 |           |      |
| Reza Alipourshenazandifar | Speedklettern | 5,64 s        | 2             | Aleksandr Shikov | 5,77s:7,37s   | Marcin Dzienski | 5,69s:DSQ  | Danyil Boldyrev | 5,57s:DSQ | Gold |